# Palumbia minor
Palumbia minor är en tvåvingeart som först beskrevs av Meijere 1919.  Palumbia minor ingår i släktet Palumbia och familjen blomflugor. Inga underarter finns listade i Catalogue of Life.